# Mohamed Sakhr El Materi
Pour les articles homonymes, voir Famille Materi.
Mohamed Sakhr El Materi (arabe : محمد صخر الماطري), également orthographié Mohamed Sakher El Materi et plus simplement Sakhr El Materi ou Sakher El Materi, né le 2 décembre 1981 à Tunis, est un homme d'affaires et homme politique tunisien, gendre de Zine el-Abidine Ben Ali, président de la République tunisienne de 1987 à 2011.
El Materi est à partir de 2004 à la tête d'un vaste groupe, dénommé Princesse El Materi Holding, présent dans le commerce automobile, l'immobilier, le tourisme de croisière, les finances, les médias, les télécommunications et l'agriculture. La constitution de ce groupe et la fortune personnelle de son patron, dont l'origine remonte à la privatisation de la Banque du Sud en 2005, sont aujourd'hui fortement controversées.
À partir de 2007, il oriente les acquisitions de son groupe sur les médias et la finance islamique.
Selon L'Express et Sud Ouest, il aurait ambitionné, jusqu'à la révolution tunisienne de 2011, de prendre la succession de son beau-père à la tête de l'État tunisien,. 
À partir de l'automne 2010 et la publication des notes diplomatiques américaines par le site WikiLeaks, il est, à l'image de l'ensemble de la famille Ben Ali - Trabelsi qualifiée selon les observateurs de « clan quasi-mafieux »,, impliqué dans plusieurs affaires d'escroquerie et de détournement de fonds publics,,. Le gouvernement des Seychelles lui accorde l'asile politique. Par la suite, lui et son épouse déposent un dossier auprès de l'Instance vérité et dignité, dans le cadre du processus de réconciliation nationale ; il a également exprimé sa volonté de retourner en Tunisie après l'étude de son dossier.

## Biographie
Né le 2 décembre 1981, Fahd Mohamed Sakher El Materi est le fils de l'officier Moncef El Materi, connu à la fois pour avoir été un ami de promotion de Zine el-Abidine Ben Ali à l'École spéciale militaire de Saint-Cyr et pour avoir été l'un des organisateurs de la tentative de coup d'État contre le président Habib Bourguiba en 1962. Il est également le petit-neveu de Mahmoud El Materi, l'un des premiers Tunisiens musulmans à être diplômé en médecine (1926 à Paris) et grande figure du mouvement national luttant contre le protectorat français.
Après deux années d'études supérieures à Bruxelles, El Materi obtient un brevet de gestion. 
En 2004, après ses études, il épouse Nesrine Ben Ali, la fille aînée de Zine el-Abidine Ben Ali, alors président de la République, et de Leïla Ben Ali,.
L'année suivante, il fait fortune à l'occasion de la privatisation de la Banque du Sud en réalisant l'une des premières opérations d'achat à effet de levier en Tunisie ; certains titres de la presse française la dénoncent par la suite comme relevant du délit d'initié,. Cette opération lui permet d'acheter la société Ennakl, un distributeur automobile, qui devient alors fournisseur officiel de l'administration tunisienne, puis de constituer un groupe industriel qu'il baptise du nom de Princesse El Materi Holding. Il obtient également la concession de la gestion et de l'exploitation des activités de croisières du port de La Goulette, dans la banlieue nord de Tunis. 
En septembre 2007, il lance la première radio privée islamique, Zitouna FM, qui diffuse 24 heures sur 24 et couvre l'ensemble du territoire tunisien.
À l'été 2008, il fait son entrée au comité central du Rassemblement constitutionnel démocratique. Le 25 octobre 2009, il est élu comme député du Rassemblement constitutionnel démocratique, le parti au pouvoir, pour la circonscription de Tunis II.
En janvier 2009, il obtient l'agrément des autorités monétaires tunisiennes pour créer la banque commerciale Zitouna, spécialisée dans la finance islamique (commercialisation de produits financiers respectueux de la charia). Dotée d'un capital de départ de trente millions de dinars, sa constitution est annoncée par une publication au Journal officiel de la République tunisienne le 10 septembre 2009.
Il crée, en avril 2010, une association caritative portant la dénomination d'« Association Zitouna, le Bien pour tous » ayant officiellement pour objectif de fournir de l'aide financière et en nature aux familles nécessiteuses et affectées, notamment via la construction et la rénovation de vieilles maisons.
Le 22 novembre 2010, El Materi déclare qu'il achète via sa holding, avec Qatar Telecom et sa filiale Wataniya Telecom ainsi que le groupe Délice, la moitié des parts détenues par Orascom Telecom dans l'opérateur téléphonique Tunisiana, pour un montant de 1,2 milliard de dollars. Une fois la vente conclue, il en devient le président du conseil d'administration.
En janvier 2011, à la suite de la révolution tunisienne, Mohamed Sakhr El Materi et sa famille s'enfuient dans un premier temps en France, où le porte-parole du gouvernement fait savoir qu'ils n'ont « pas vocation à rester », avant de partir s'installer au Qatar où ils obtiennent le statut de résidents en dépit d'un mandat d'arrêt international émis par la Tunisie. Quant à la Banque Zitouna, elle fait l'objet d'un processus de nationalisation. Par la suite, El Materi est condamné par contumace dans plusieurs affaires de corruption et de malversations.
En septembre 2012, El Materi quitte le Qatar à la suite d'une demande des autorités qataries et ce six jours avant une visite du président Moncef Marzouki. En avril 2013, il obtient un permis de séjour d’un an aux Seychelles, ainsi que son épouse et ses trois enfants. Le 25 mars 2014, le permis de séjour est prolongé d'un an, les autorités des Seychelles ayant estimé qu'elles étaient « peu convaincues que la Tunisie ne requerra pas à la peine de mort » contre El Materi.
En août 2017, il divorce d'avec Nesrine Ben Ali, celle-ci rejoignant son père en exil en Arabie saoudite avec leurs trois enfants.

## Polémiques

### Origine de la fortune
L'origine de la fortune de Mohamed Sakhr El Materi est fortement controversée.
Il est héritier d'une famille tunisoise qui a bénéficié du tournant libéral qu'a connu le pays dès les années 1970. Son père est un ancien militaire reconverti en homme d'affaires à la tête de la société El Adwya, le plus important laboratoire pharmaceutique privé du pays, et qui prend ensuite la direction d'entreprises dans le secteur agroalimentaire.
À l'occasion de la privatisation de la Banque du Sud à la fin 2005, Mohamed Sakhr El Materi rachète 16 % du capital de l'établissement auprès de la banque italienne Monte dei Paschi di Siena, 33,54 % appartenant à l'État tunisien, grâce au soutien du pouvoir en place qui lui permet d'emprunter à la Banque du Sud l'argent nécessaire à la transaction. El Materi avait effectué alors l'une des premières opérations d'achat à effet de levier en Tunisie en recourant à un financement auprès de l'Arab Tunisian Bank pour l'acquisition des parts détenues par Monte dei Paschi di Siena. Le consortium AndaluMaghreb, composé du groupe marocain Attijariwafa Bank et du groupe espagnol Banco Santander Central Hispano, souhaite racheter la totalité des parts de la Banque du Sud et propose un prix unitaire de 9,010 dinars tunisiens par action ; BNP Paribas, son concurrent direct, avait alors proposé moins de deux dinars par action. El Materi les cède quelques mois plus tard au consortium AndaluMaghreb, une opération qui lui aurait rapporté un gain important, estimé par Bakchich à 17 millions d'euros. Concomitamment, le gouvernement tunisien apporte à l'acheteur la garantie d'une baisse de 25 % du prix sur le reste du capital de la Banque du Sud. Il est à préciser qu'à cette époque l'action Attijari Bank est cotée en bourse entre 6 et 7,5 dinars.

### Accusations de corruption et de détournement de biens publics
El Materi est accusé par la presse française de prendre une part prépondérante dans la mainmise de la famille du président Ben Ali et de celle de sa belle-mère, les Trabelsi, sur des pans entiers de l'économie tunisienne. Ces derniers sont ainsi qualifiés selon les observateurs de « clan quasi-mafieux »,. Cette inquiétude a été renforcée avec l'acquisition par El Materi du dernier groupe de presse indépendant, Dar Assabah, en 2009,.
À l'automne 2010, les notes diplomatiques américaines révélées par le site WikiLeaks citent en exemple l'acquisition par Mohamed Sakhr El Materi d'une immense propriété, construite sur un terrain préalablement exproprié par l'État tunisien qui, officiellement, le destinait à l'Agence de l'eau,.
Dans un document intitulé « La véritable nature du régime de Ben Ali », publié le 12 janvier 2011, l'écrivain Abdelaziz Belkhodja recense plusieurs détournements de biens publics au profit de Mohamed Sakhr El Materi, dont le délit d'initié dans la vente de la Banque du Sud ou l'acquisition de Ennakl Automobiles, société qualifiée de « quasiment offerte » au gendre de Ben Ali, « par l'intermédiaire de crédits accordés (sans aucune garantie) par la Banque nationale agricole (BNA) ». Le document souligne que « selon les experts, la valeur réelle de l'entreprise serait au minimum de 300 % supérieure à la valeur de la transaction ». Ennakl, numéro un de la distribution automobile avec 21,5 % de parts de marché en 2010, est la société représentante exclusive de Volkswagen, Volkswagen utilitaires, Audi, Seat et Porsche en Tunisie. Elle réalise officiellement 5 % de ses ventes auprès de l'administration tunisienne, mais aurait selon d'autres sources multiplié son chiffre d'affaires par quatre en devenant, dès son acquisition par El Materi, fournisseur officiel de l'administration tunisienne. La société Ennakl est cotée au sein des bourses de Tunis et Casablanca, avant que son titre ne soit suspendu le 17 janvier 2011.
Le 28 juillet 2011, il est condamné par contumace à seize ans de prison et 97 millions de dinars d'amende avec son beau-père et ce dans le cadre de deux affaires immobilières. Le 12 août, lors d'un second procès, il est condamné à quatre ans de prison pour complicité et possession illégale de devises. Le 3 octobre, il est condamné par contumace à deux ans de prison ferme et 2 000 dinars d'amende pour consommation et possession de stupéfiants.
Le 29 février 2012, il est condamné par contumace à quinze ans de prison pour blanchiment d'argent et falsification de documents.
Le 28 mai 2013, la Cour européenne de justice annule toutes les sanctions de l'Union européenne contre Sakher El Materi.

### Tentatives de récupération de l'islam politique
Khemaïs Chammari, membre de l'opposition tunisienne, attire l'attention sur ce qu'elle assimile à une « entreprise de récupération de l'islam politique » de la part du pouvoir tunisien, soulignant la connotation religieuse des initiatives entrepreneuriales d'El Materi : propriétaire de Zitouna FM dès 2007, du groupe de presse Dar Assabah et de la banque islamique Zitouna dès 2009 et travaille à un projet de chaîne télévisée islamique également baptisée Zitouna.
Un mélange politique et religion que Le Journal du dimanche dénonce comme étant « à haut risque [...] Après avoir purgé le pays de toute activité islamiste, le pouvoir tunisien veut croire qu'il a enfin trouvé la parade pour perpétuer une légitimité de plus en plus contestée, et surtout rallier à lui une population de plus en plus désenchantée ».
Le politologue Larbi Chouika explique pour sa part que « la logique du pouvoir est claire, il a compris qu'il ne pouvait plus jouer la carte du modernisme de Bourguiba, c'est une image trop écornée en Tunisie aujourd'hui. C'est la raison pour laquelle il s'est redéployé dans le champ religieux [...] Il y a une tendance lourde dans la région à se réapproprier le message de l'islam par les autorités en place ».

### Patrimoine international
À l'image de la famille Ben Ali - Trabelsi, la fortune d'El Materi serait également immobilière, avec notamment :
- un hôtel particulier en France, dans le quartier du Marais à Paris, d'une valeur de 37 millions d'euros[44] ;
- une luxueuse propriété au Canada, dans la ville de Westmount (banlieue huppée de Montréal), achetée le 2 juillet 2008[45] pour un montant de 2,5 millions de dollars canadiens[46],[47],[48]. Au moment de la révolution tunisienne de 2011, El Materi y avait commandé des travaux de rénovation évalués à 80 000 dollars canadiens[49]. Dès le début des événements en Tunisie, en janvier 2011, la maison est régulièrement vandalisée par des protestataires[50]. Sa fille, âgée de deux ans en janvier 2011, est d'ailleurs née au Canada[48].